# Bhisawa
Bhisawa (nep. भिस्वा) – gaun wikas samiti w środkowej części Nepalu w strefie Narajani w dystrykcie Parsa. Według nepalskiego spisu powszechnego z 2001 roku liczył on 627 gospodarstw domowych i 4498 mieszkańców (2187 kobiet i 2311 mężczyzn).